# Pelham (Massachusetts)
Pelham és una població dels Estats Units a l'Estat de Massachusetts. Segons el cens del 2000 tenia 1.403 habitants.

## Demografia
Segons el cens del 2000, Pelham tenia 1.403 habitants, 545 habitatges, i 382 famílies. La densitat de població era de 21,6 habitants/km².
Dels 545 habitatges en un 32,5% hi vivien nens de menys de 18 anys, en un 58,2% hi vivien parelles casades, en un 8,6% dones solteres, i en un 29,9% no eren unitats familiars. En el 19,8% dels habitatges hi vivien persones soles el 6,2% de les quals corresponia a persones de 65 anys o més que vivien soles. El nombre mitjà de persones vivint en cada habitatge era de 2,57 i el nombre mitjà de persones que vivien en cada família era de 2,95.
Per edats la població es repartia de la manera següent: un 23,2% tenia menys de 18 anys, un 7,7% entre 18 i 24, un 24,4% entre 25 i 44, un 32,1% de 45 a 60 i un 12,5% 65 anys o més.
L'edat mitjana era de 42 anys. Per cada 100 dones de 18 o més anys hi havia 94,1 homes.
La renda mitjana per habitatge era de 61.339 $ i la renda mitjana per família de 71.667$. Els homes tenien una renda mitjana de 50.435 $ mentre que les dones 33.500$. La renda per capita de la població era de 29.821$. Entorn del 2,6% de les famílies i el 4,9% de la població estaven per davall del llindar de pobresa.